# Hannikel

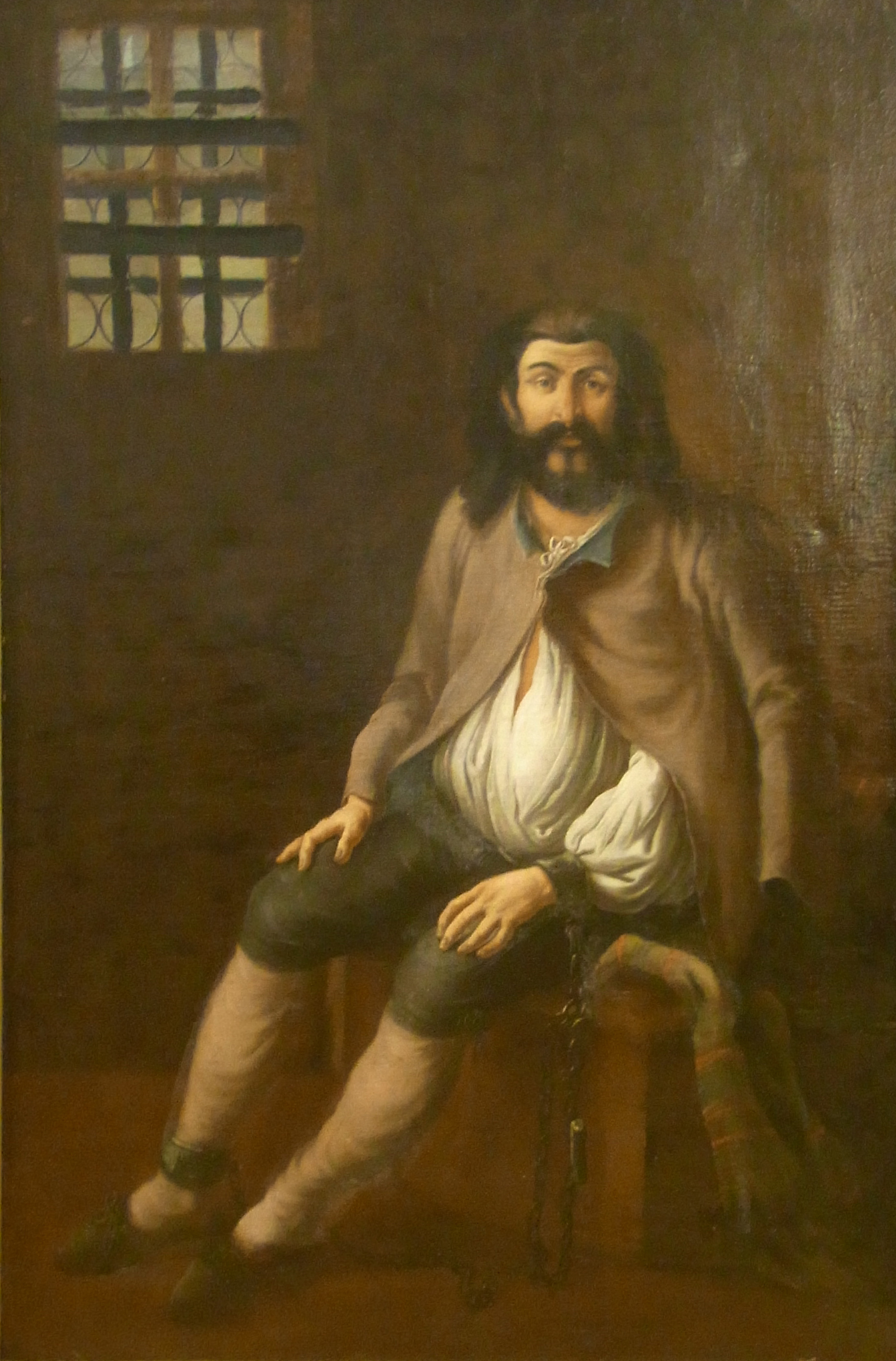
Hannikel, 1786/87

Jakob Reinhard (* 1742 bei Darmstadt; † 17. Juli 1787 in Sulz am Neckar), im Volksmund und in Räuberkreisen Hannikel genannt, war einer der gefürchtetsten Räuber in Württemberg.

## Leben
Hannikel entstammte aus einer reinen Sinti Familie mütterlicherseits einer Vagantenfamilie, sein Vater war wahrscheinlich ein Tambour in einem landgräflich-hessen-darmstädtischen Regiment. Sein Großvater war der berüchtigte „Kleine Konrad“, der bereits durch das Rad hingerichtet worden war. Er hatte zumindest einen Bruder namens Wenzel. Anfangs lebte Hannikel im Nordelsass und in der Pfalz, im Wesentlichen als Hausierer oder von kleineren Diebstählen und Raubzügen bei Pirmasens. Zu Beginn der 1770er Jahre zog Hannikel nach Württemberg und wurde Anführer einer Bande, die zeitweise bis zu 35 Mitglieder umfasste und in der Regel wohlhabende Juden und evangelische Pfarrer überfiel. Die Raubüberfälle liefen teilweise sehr gewalttätig ab. Die Schlupfwinkel der Bande waren im Nordschwarzwald bei Ebershardt, Nagold und Altensteig.
Die ausgedehnten Waldgebiete und die territoriale Zersplitterung machten Südwestdeutschland zum Dorado für Räuberbanden. Rasch konnten sie ins „Ausland“ fliehen, und die Verfolger waren gezwungen, an den Grenzen kehrtzumachen.
Die Raubzüge Hannikels verbreiteten Furcht und Schrecken, mancherorts wurde ihm jedoch auch heimliche Sympathie entgegengebracht wegen der Geschicklichkeit, mit der er immer wieder seinen Häschern entkam, beispielsweise in französischen Uniformen. Dies war u. a. die Grundlage für die Legenden, die sich um Hannikel rankten und dazu führten, dass sich die Figur des „Hannikels“ in der schwäbisch-alemannischen Fasnet wiederfindet.
Die Wende kam mit der grausamen Ermordung des herzoglich-württembergischen Grenadiers Christoph Pfister, genannt Toni, am 5. April 1786, bei Ohmenhausen, nahe Reutlingen. Das Opfer war mit Hannikels Schwägerin Mantua durchgebrannt und dann zur Armee gegangen. Hannikels Bande lauerte Pfister auf, verprügelte und verstümmelte ihn, indem sie ihm die linke Hand sowie Nase und Oberlippe abtrennten. Der Schwerstverletzte wurde liegengelassen und starb tags darauf, konnte aber noch die Namen seiner Peiniger nennen. Die Tat bot den Anlass für eine groß angelegte Jagd auf Hannikel und seine Bande, angeführt vom Sulzer Oberamtmann Jacob Georg Schäffer. Im Raum Hohenstaufen konnten 27 Bandenmitglieder gefasst werden. Hannikel selbst und 28 weitere Bandenmitglieder konnten in die Schweiz fliehen und wurden im Sommer von Graf Rudolf von Salis-Zizers in der Ruine Neuburg bei Untervaz festgenommen und nach Chur geschafft. Hannikel gelang es nach kurzer Zeit, aus dem später Hannikelturm genannten Verlies zu fliehen, um jedoch wenig später wieder vom Grafen auf der Sarganser Alp endgültig verhaftet zu werden. Hannikel kam dieses Mal nach Vaduz in Haft und wurde im September mit 28 Mitgliedern von Schäffer persönlich abgeholt und nach Sulz am Neckar gebracht.

## Tod und Folgen für die weiteren Bandenmitglieder
Der Oberamtmann Schäffer führte den Prozess, bei dem u. a. der Konstanzer Hanß als Zeuge der Anklage auftrat. Hannikel und drei weitere Bandenmitglieder wurden zum Tod durch den Strang verurteilt und am 17. Juli 1787 in Sulz hingerichtet. Der Rest der Bande erhielt langjährige oder lebenslange Haftstrafen, die sie entweder im Zuchthaus Ludwigsburg (Hohenasperg?) oder auf dem Hohentwiel abzusitzen hatten. Hannikels Bruder Johannes Jacobi, genannt Geuder, und sein Sohn Johann Carl Reinhard, genannt Bastardi, kamen auf den Hohentwiel. Dort saßen seit September 1786 bereits sieben früher verhaftete Bandenmitglieder. Da diese im Frühjahr 1787 bereits einen Ausbruchsversuch unternommen hatten, wurden die Gefangenen neben harter Arbeit mit Kugeln belegt. Bis 1790 starben drei der Häftlinge, u. a. am 30. Dezember 1788 Hannikels Sohn. Zwei Mitglieder der Bande waren noch zusätzlich auf den Hohentwiel verlegt worden. Im Frühjahr 1794 wurden fünf der Häftlinge in kaiserliche Kriegsdienste entlassen.